# Ummidia zebrina
Ummidia zebrina är en spindelart som först beskrevs av F. O. Pickard-Cambridge 1897.  Ummidia zebrina ingår i släktet Ummidia och familjen Ctenizidae.
Artens utbredningsområde är Guatemala. Inga underarter finns listade i Catalogue of Life.